# Spelaeophryne methneri
Spelaeophryne methneri är en groddjursart som beskrevs av Ahl 1924. Spelaeophryne methneri ingår i släktet Spelaeophryne och familjen Brevicipitidae. IUCN kategoriserar arten globalt som livskraftig. Inga underarter finns listade i Catalogue of Life.